# Wenzel av Böhmen
Wenzel av Böhmen (tjeckiska: Václav), född omkring 907, död 28 september 935, var hertig (kníže) av Böhmen från år 921 till sin död. Wenzel vördas som helgon inom Romersk-katolska kyrkan, och som skyddshelgon för Tjeckien. Han står staty på Václavplatsen i Prag, som är uppkallad efter honom. I Katolska kyrkan firas han den 28 september, vilket också är allmän helgdag i Tjeckien sedan år 2000.

## Biografi
Wenzel var son till sin företrädare, Vratislav I, och tillhörde huset Přemyslid. Farfadern, likaså hertig, hade konverterat till kristendomen genom Kyrillos och Methodios försorg. Modern Drahomíra var född hedning men hade omvänt sig vid giftermålet. När Wenzel var tretton, blev han faderlös och blev därför uppfostrad av sin farmor, sankta Ludmilla, till moderns besvikelse. Modern återfick dock vårdnaden över sin son, eftersom hon lät strypa sin svärmor.
År 924 eller 925 lät Wenzel landsförvisa sin mor. Under sina första år som regent över Böhmen lät han uppföra den första kyrkan helgad åt Sankt Vitus, Vituskatedralen, i Prag. 
I en statskupp, ledd av aristokratin under Wenzels bror Boleslav, mördades Wenzel, medan han var på väg till kyrkan för att fira Kosmas och Damianus helgondag. Kroppen hackades i delar och begravdes på platsen för mordet. Tre år senare gav Boleslav order att gräva upp kvarlevorna och föra dem till Sankt Vituskatedralen i Prag.

## Eftermäle
Wenzel började vördas som helgon på grund av omständigheterna runt hans död, strax efter att händelsen hade ägt rum. Flera mirakler sades ske vid hans grav i Sankt Vituskatedralen. Både den östliga och västliga kristenheten erkänner hans helgonskap. 
Good King Wenceslas är en Christmas carol, som framförs den 26 december, och handlar om Wenzel.
Asteroiden 8740 Václav är uppkallad efter honom.